# Параплан

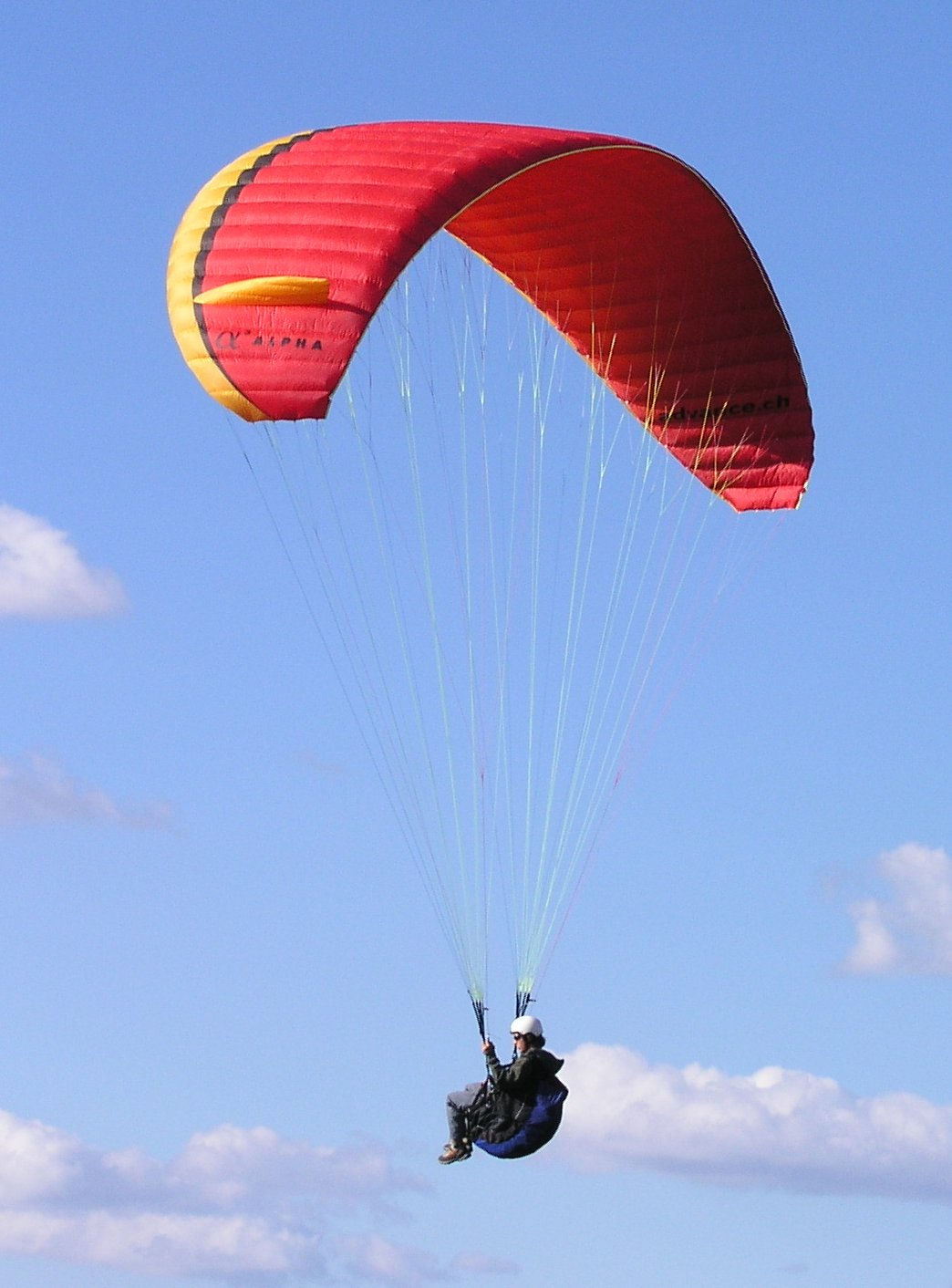
Параплан

Параплан — спортивний надлегкий літальний апарат, планер з м'яким двооболонковим крилом, що наповнюється через повітрозабірники набігаючим потоком повітря, створюється тиск, завдяки якому зберігаються форма та профіль крила. Рухається під дією сили тяжіння.

## Загальний опис
Сила тяжіння, форма та профіль крила забезпечують визначену для кожного параплана власну швидкість відносно повітря. Швидкість визначається комплексним опором, що складається з опору повітря для крила, стропів та опору самого пілота, у результаті зменшується висота польоту. Аби летіти, параплан безперервно втрачає висоту польоту (планерує). Набір висоти здійснюється за рахунок повітря, що підіймається. Підйом повітря утворюється термічними та динамічними потоками обтікання.
Оболонка крила виготовляється з легкої та непроникної для повітря тканини. Верхня та нижня оболонки скріплені між собою виготовленими з тканини нервюрами, які забезпечують бажаний профіль крила. Стропи виготовляються зі стійкого до розтягування матеріалу (найчастіше — з кевларових ниток).
Управління здійснюється через систему строп шляхом зміни кутів атаки різних частин крила.

## Історія
Історія параплана починається в 1965 році з розробки Sailwing Девідом Барішом. Він називає цю нову дисципліну slope soaring (польотом по схилу). Паралельно до цього винаходу Доміна Джалберт створює коробчастий парашут, який він вважає заміною параболічного парашута. Ця концепція еволюціонує в напрямку вільного падіння, але надає параплану концепції подвійної поверхні та коробок.
Між 1966 і 1968 роками Девід Баріш і Ден Пойнтер здійснюють демонстрацію польоту по схилу на трампліні для лижних стрибків, а потім вирушають в тур по гірськолижним курортам. Деякі альпіністи починають цікавитися цією практикою, вбачаючи в ній швидкий і ефективний спосіб спуску після сходження.
У 1971 році Стів Снайдер випускає на ринок в Сполучених Штатах перше коробчасте вітрило під назвою параплан, і в 1972 році перше вітрило цього типу знаходять на Чемпіонаті Франції з парашутного спорту. Наприкінці 1970-х на цих чемпіонатах був тільки цей тип вітрил.
У Європі швейцарець Андреас Кун і німець Дітер Страссілла під час лижного сезону 1976/1977 рр. використовують коробчатий парашут типу «крило» і трансформують його, подовжуючи підвісні лямки, для виконання «підйомів» на лижах і спусків польотом по схилу. Це лише «маленькі» польоти, але ідея побачила світ! Це дебют параплана в Європі, Андреас винаходить планку швидкості, яка з однією точкою кріплення дозволяє пілоту завжди бути в центрі під своїм крилом, цей винахід будуть використовувати для кайтсерфінгу.
У 1978 році члени параклубу Аннемас у Верхній Савої вирішують використати свої парашути для зльоту з гори, вибір припав на гору Пертуізе в комуні М'єссі. Андре Бон, швейцарський парашутист високого рівня, організовує перший зліт, Жан-Клод Бетемп тестує зліт і приземляється на схилі, потім Андре Бон вирішує злетіти, щоб приземлитися на дні долини на футбольному майданчику М'єссі - це перший політ по схилу. Жан-Клод Бетемп слідує за ним, а наступними днями Жерар Боссон, а також кілька членів пара-клубу Аннемасса, Мішель Дідріш, Жерар Кантін, Марк Барух, Даніель Маршаль та кілька інших, по черзі виконують історичний політ. Народився парапланеризм, пара-клуб Аннемасса став засновником «параплану». 5 травня 1979 року Жерар Боссон з Віуз, Жорж Перре з Аннесі та Мішель Дідріш з М'єссі створили перший у світі парапланерний клуб: «Les Choucas» (цей клуб все ще діє в комуні М'єссі).
Вони швидко навчають інших парашутистів практикувати «політ на схилі», перші навчальні курси організовують у М'єссі. Їх очолювали Мішель Сарт, Мішель Дідріш, Жерар Боссон і Жан-Клод Бетамп. Ці курси відкриті для досвідчених парашутистів з кваліфікацією «крило» FFP. Трохи пізніше доступ до навчання буде дозволено і новачкам. Марк Бюффет і Жан-Франсуа Боде де М'єссі стануть першими двома «пішоходами», навченими цій новій дисципліні.
Допомога Французької федерації парашутного спорту дозволила розвивати цю діяльність протягом перших років шляхом організації та регулювання практики. Французька федерація вільного польоту бере на себе повноваження, ставши делегованою федерацією, вона структурує рух парапланеризму в рамках вільного польоту та забезпечує національний розвиток і доступ до практики, завдяки численним школам дельтапланеризму, перетвореним на парапланерні. З 1978 року парапланеризм розвивається в усьому світі, національні та світові чемпіонати, кубки світу збирають разом найкращих пілотів і доводять динамізм цієї вимогливої, але захоплюючої дисципліни.
У 1985 році Лоран де Кальберматтен винайшов "La Randonneuse", перше вітрило, розроблене спеціально для параплана. Воно має кращу аеродинамічну якість і легше для надування, ніж парашути, які використовували досі. Жан-Клод Бетамп сказав, що це лише копія парашута з дев’ятьма коробками, але простий факт зміни тканини, щоб вона не була пористою, і матеріалу строп, щоб усунути еластичність, дозволили отримати кращу аеродинамічну якість. Параплан продовжить розвиватися як з точки зору матеріалів, так і з точки зору практики: спочатку параплан використовували переважно альпіністи, потім парапланеризм стає самостійним повітряним видом спорту.
Головною привабливістю «польотів по схилу» для парашутистів того часу було те, що вони дозволяли їм практикувати точність приземлення без використання дорожчих і менш практичних літаків.
Перший Чемпіонат світу з парапланерного спорту відбувся з 6 по 12 липня 1987 року у Верб’є, Швейцарія5.

## Світові рекорди (за FAI)
| Рекорд                                                                        | Дата       | Пілот                             | Місце                                                                                    | Параплан                |
| ----------------------------------------------------------------------------- | ---------- | --------------------------------- | ---------------------------------------------------------------------------------------- | ----------------------- |
| Straight distance (Відкрита дальність)                                        |            |                                   |                                                                                          |                         |
| 502.9 km                                                                      | 14/12/2008 | Nevil Hulett (ПАР)                | Copperton (ПАР)                                                                          | Mac Para Magus          |
| Straight distance to a declared goal (Дальність по прямій до визначеної цілі) |            |                                   |                                                                                          |                         |
| 411.3 km                                                                      | 14/12/2008 | Nevil Hulett (ПАР)                | Copperton (ПАР)                                                                          | Mac Para Magus          |
| Out-and-return distance (Дальність з поверненням)                             |            |                                   |                                                                                          |                         |
| 259.7 km                                                                      | 20/07/2006 | Aljaz Valic (Словенія)            | Soriska Planina (Словенія)                                                               | Mac Para Magus          |
| Distance using up to 3 turn points (Дальність через 3 контрольні точки (ППМ)) |            |                                   |                                                                                          |                         |
| 255.7 km                                                                      | 05/11/2010 | Nicole Fedele (Італія)            | Quixada, CE (Бразилія) — Castelo Do Piaui, PI (Бразилія)                                 | Airwave Magic 5         |
| Distance over a triangular course (Дальність по трикутнику)                   |            |                                   |                                                                                          |                         |
| 237.1 km                                                                      | 10/08/2003 | Pierre Bouilloux (Франція)        | Pralognan la Vanoise — Fort Steynard — Tête du Parmelan — Pralognan la Vanoise (Франція) | Gin Gliders Boomerang   |
| Gain of height (Максимальна висота)                                           |            |                                   |                                                                                          |                         |
| 4 526 m                                                                       | 06/01/1993 | Robbie Whittall (Велика Британія) | Brandvlei (ПАР)                                                                          | Firebird Navajo Proto   |
| Speed over a triangular course of 25 km (Швидкість по трикутнику 25 км)       |            |                                   |                                                                                          |                         |
| 46.8 km/h                                                                     | 20/04/2010 | Charles Cazaux (Франція)          | Aiguebelette, Savoie (Франція)                                                           | Ozone R 10              |
| Speed over a triangular course of 50 km (Швидкість по трикутнику 50 км)       |            |                                   |                                                                                          |                         |
| 36.07 km/h                                                                    | 26/07/2006 | Charles Cazaux (Франція)          | St Hilaire du Touvet (Франція)                                                           | Gin Gliders Boomerang 4 |

## Цікаві випадки
Парапланеристка Єва Вишнірська (Ewa Wisnierska, 35 років), Німеччина під час тренувального польоту на параплані в Австралії була піднята висхідним потоком повітря на висоту більше 9 км за 10 хвилин. Парапланеристка пробула на такий смертельно небезпечній висоті майже годину. Вона знепритомніла й уся заледеніла.
Після цього смертельно небезпечного польоту парашутистка повернулася на землю живою. Вона обморозила обличчя, вуха і частково шкіру на нозі.
Подія трапилася в лютому 2007 р. під час тренувань до майбутнього чемпіонату світу. Незважаючи на попередження про несприятливу погоду, Єва Вишнірська продовжила свої тренування і була підхоплена штормовим вітром. Одночасно з Євою проводив тренування і китайський парашутист Хе Джогпін (Zhongpin, 42 роки), який також потрапив у цей шторм і загинув. Тіло загиблого китайського парапланериста було знайдено за 75 км від місця старту. Ймовірно, він загинув від нестачі кисню й екстремально низької температури на висоті.
Єва Вишнірська досягла висоти, на якій зазвичай літають пасажирські літаки, де температура досягає відмітки в −50 °C. Спортсменка розповідає, що навколо було темно і блискали блискавки. «Я нічого не могла зробити». З висоти 4000 метрів вона змогла по радіо передати повідомлення неземній групі: «Навколо дощ і град і я піднімаюся все вище і вище — я гину». Після цього вона знепритомніла. Шанси на виживання для парашутистки були практично нульовими. Очевидно, захоплена потоками повітря вона, не отямившись, почала спускатися. На висоті 6900 метрів вона знову прийшла до тями й почала поступове повернення. Через 90 хвилин вона приземлилася, приблизно за 500 м від якогось фермерського господарства. Вона не могла зігнути ні руки, ні ноги, і її одяг примерз до тіла.
В цілому в тренуваннях, який проходили за 280 км північно-західніше Сіднея, брали участь приблизно 200 спортсменів. 2006 року Єва Вишнірська стала віце-чемпіонкою Європи і ще раніше була переможницею Кубка світу.